# Brigitte Sauzay
 (novembre 2015).
Si vous disposez d'ouvrages ou d'articles de référence ou si vous connaissez des sites web de qualité traitant du thème abordé ici, merci de compléter l'article en donnant les références utiles à sa vérifiabilité et en les liant à la section « Notes et références ».
Brigitte Sauzay, née le 25 novembre 1947 à Toulon et morte le 11 novembre 2003 à Paris, est une interprète d'allemand qui a travaillé auprès de trois présidents de la République française : Georges Pompidou, Valéry Giscard d'Estaing et François Mitterrand. En 1998, elle est nommée, côté allemand cette fois, auprès du chancelier Gerhard Schröder pour le conseiller dans la gestion des relations entre les deux pays. 

## Biographie
Brigitte Sauzay commence sa carrière professionnelle en tant qu'interprète d’allemand. Elle est rapidement nommée au palais de l'Élysée en tant qu’interprète du chef de l'État Georges Pompidou qui utilise donc ses services dans le cadre des rencontres avec le chancelier allemand.
Elle conserve ensuite son poste avec les deux présidents Giscard d’Estaing et Mitterrand.
En 1993, elle fonde avec Rudolf von Thadden l'« Institut de Berlin-Brandebourg pour la coopération franco-allemande en Europe », devenu aujourd'hui la « Fondation Genshagen ».
En 1998, le nouveau chancelier Schröder lui demande d’être sa conseillère dans le domaine des relations franco-allemandes.
Elle occupe un poste-clé dans les relations entre la France et l’Allemagne, en particulier dans le domaine culturel puisqu'elle est avec l’Office franco-allemand pour la jeunesse, l’OFAJ, à l’origine des « bourses Voltaire », qui permettent à des lycéens et à des collégiens de faire, à titre individuel, des séjours de moyenne durée dans un établissement du pays voisin. Ces bourses portent désormais également son nom, associé à celui de « Voltaire ».
Brigitte Sauzay a été également attentive à la situation des femmes et à leur rôle dans nos sociétés, aux problèmes de l’environnement et à celui de la mémoire.

## Vie privée
Brigitte Sauzay a été l'épouse de l'économiste et homme d’affaires Christian Stoffaës, polytechnicien et ingénieur des mines.

## Publications
Brigitte Sauzay est l'autrice de deux livres :  
- Le vertige allemand ;
- Retour à Berlin.